# Drugi rząd Mette Frederiksen
Drugi rząd Mette Frederiksen – rząd Królestwa Danii istniejący od 15 grudnia 2022, będący koalicyjnym rządem większościowym, tworzonym przez Socialdemokraterne (S), Venstre (V) i Moderaterne (M).
Gabinet zastąpił pierwszy rząd dotychczasowej premier i liderki socjaldemokratów. Powstał po przedterminowych wyborach parlamentarnych w 2022. Jego powołanie poprzedziły kilkutygodniowe rozmowy prowadzone celem utworzenia rządu większościowego. Ostatecznie 14 grudnia 2022 porozumienie koalicyjne ogłosiły dwa główne ugrupowania z obu konkurujących ze sobą bloków politycznych (Socialdemokraterne i liberalna partia Venstre) oraz nowa centrowa formacja Moderaterne (pozostająca poza blokami). Partie te uzyskały łącznie 89 głosów w 179-osobowym Folketingecie, większość w parlamencie zapewniło 3 posłów współpracujące z SD i V ugrupowania z Wysp Owczych i Grenlandii. Następnego dnia ogłoszono skład rządu, który rozpoczął wówczas funkcjonowanie.

## Skład rządu
- premier: Mette Frederiksen (S)
- wicepremier: Jakob Ellemann-Jensen (V, do października 2023), Troels Lund Poulsen (V, od października 2023)[3]
- minister obrony: Jakob Ellemann-Jensen (V, do lutego 2023), Troels Lund Poulsen (V, od lutego do sierpnia 2023), Jakob Ellemann-Jensen (V, w sierpniu 2023), Troels Lund Poulsen (V, od sierpnia 2023)[3]
- minister gospodarki: Troels Lund Poulsen (V, do marca 2023 i w sierpniu 2023), Jakob Ellemann-Jensen (V, od sierpnia do października 2023), Troels Lund Poulsen (V, od października do listopada 2023)[3], Stephanie Lose (V, od listopada 2023)
- minister bez teki wykonujący obowiązki ministra gospodarki: Stephanie Lose (V, od marca do lipca 2023)[3]
- minister spraw zagranicznych: Lars Løkke Rasmussen (M)
- minister finansów: Nicolai Wammen (S)
- minister spraw wewnętrznych i zdrowia: Sophie Løhde (V)
- minister sprawiedliwości: Peter Hummelgaard Thomsen (S)
- minister kultury: Jakob Engel-Schmidt (M)
- minister ds. biznesu: Morten Bødskov (S)
- minister ds. pomocy rozwojowej i globalnej polityki klimatycznej: Dan Jørgensen (S, do sierpnia 2024)[4]
- minister środowiska: Magnus Heunicke (S, do sierpnia 2024)[4]
- minister środowiska i równouprawnienia: Magnus Heunicke (S, od sierpnia 2024)[4]
- minister spraw społecznych i mieszkalnictwa: Pernille Rosenkrantz-Theil (S, do sierpnia 2024), Sophie Hæstorp Andersen (S, od sierpnia 2024)[4]
- minister pracy: Ane Halsboe-Jørgensen (S)
- minister ds. dzieci i edukacji: Mattias Tesfaye (S)
- minister ds. imigracji i integracji: Kaare Dybvad (S)
- minister ds. podatków: Jeppe Bruus Christensen (S, do sierpnia 2024), Rasmus Stoklund (S, od sierpnia 2024)[4]
- minister żywności, rolnictwa i rybołówstwa: Jacob Jensen (V)
- minister ds. kościelnych, obszarów wiejskich i współpracy nordyckiej: Louise Schack Elholm (V, do listopada 2023)
- minister ds. kościelnych, miast oraz obszarów wiejskich i współpracy nordyckiej: Morten Dahlin (V, od listopada 2023)
- minister transportu: Thomas Danielsen (V)
- minister szkolnictwa wyższego i nauki: Christina Egelund (M)
- minister ds. cyfryzacji i równouprawnienia: Marie Bjerre (V, do listopada 2023), Mia Wagner (V, od listopada do grudnia 2023), Marie Bjerre (V, od grudnia 2023 do sierpnia 2024)[4]
- minister ds. cyfryzacji: Caroline Stage Olsen (M, od sierpnia 2024)[4]
- minister ds. osób starszych: Mette Kierkgaard (M)
- minister ds. klimatu, energii i zaopatrzenia: Lars Aagaard (M)
- minister bezpieczeństwa społecznego i gotowości kryzysowej: Torsten Schack Pedersen (V, od sierpnia 2024)[4]
- minister ds. zielonych: Jeppe Bruus Christensen (S, od sierpnia 2024)[4]
- minister ds. Europy: Marie Bjerre (V, od sierpnia 2024)[4]